# Principautés danubiennes
1330–1859
Entités précédentes :
- Duchés roumains vassaux de la Bulgarie, de la Hongrie, de la Galicie ou des Tatars

Entités suivantes :
- Empire ottoman (Dobrogée et Bugeac, XVe siècle)
- Empire d'Autriche (Bucovine, 1775)
- Empire russe (Bessarabie, 1812)
- Principautés unies de Moldavie et de Valachie (le reste, 1859)

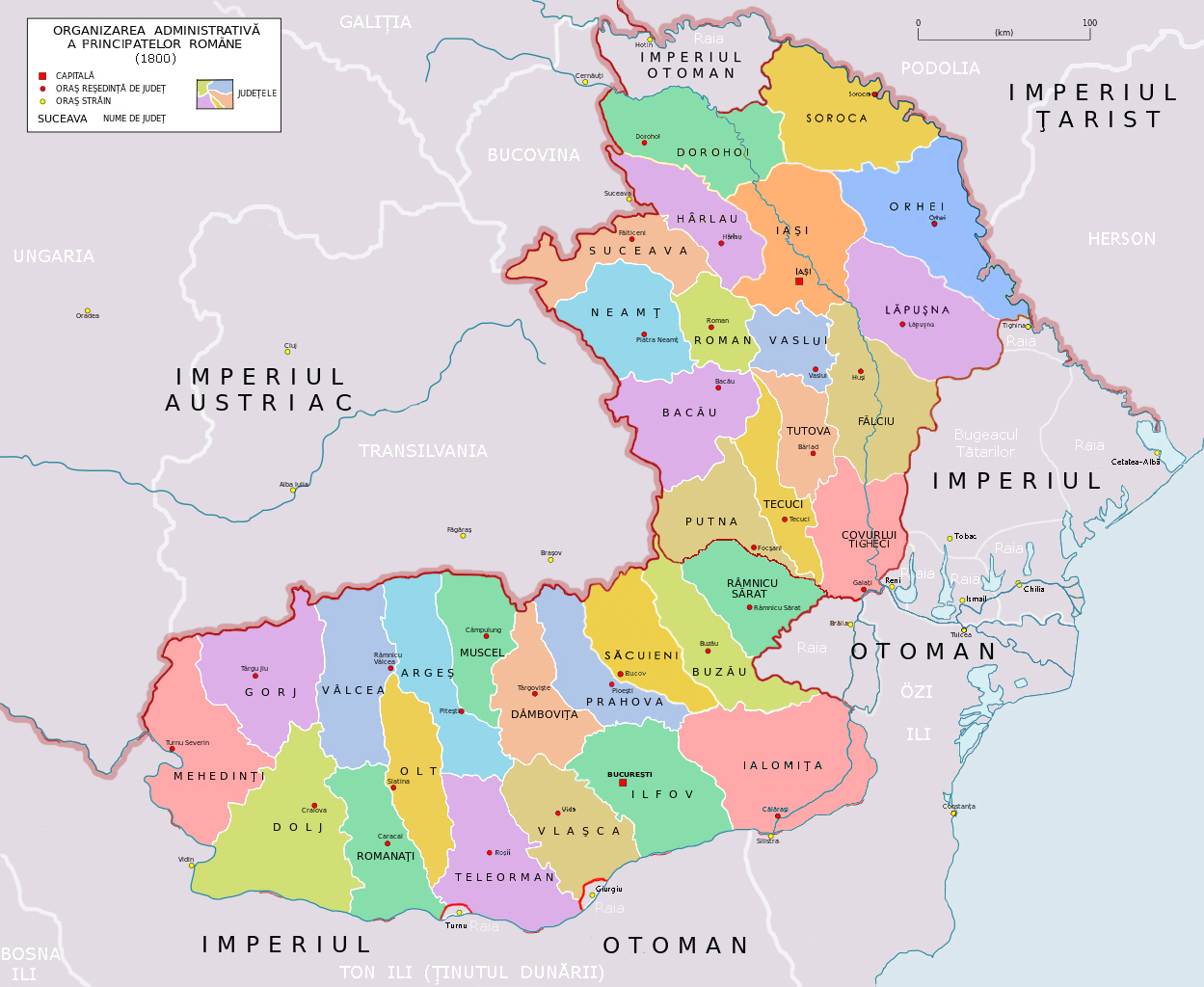
Principautés danubiennes en 1800.

L’expression « principautés danubiennes » (en russe Дунайские княжества, en grec παραδουνάβιες ηγεμονίες / paradounábies hêgemoníes, en serbe : kneževine Dunavske) est un ancien syntagme désignant les principautés de Moldavie et de Valachie. Cette appellation est issue des chancelleries diplomatiques depuis le traité de Koutchouk-Kaïnardji de 1774. Elle a été largement utilisée par les historiens et les milieux politiques hors des pays roumains (où on les appelle principatele române : les « principautés roumaines »). Après l'union des deux principautés en 1859, qui inaugure l'existence politique de la Roumanie, les expressions principautés danubiennes ou provinces danubiennes cessent d'être employées dans les chancelleries, mais sont encore utilisées par les historiens non-roumains pour désigner les anciennes principautés.

## Enjeux sémantiques
Les historiens roumains contestent la pertinence de l'emploi, dans les ouvrages étrangers modernes, du nom principautés danubiennes et plus encore de l'expression provinces danubiennes, avançant quatre arguments, :
- le refus de l'historiographie russe et européenne d'utiliser l'adjectif « roumains » pour les États et les populations roumanophones d'avant 1859 (au motif que ce serait un néologisme du XIXe siècle) est historiquement infondé et géographiquement inéquitable, car cet adjectif est attesté comme endonyme dès le XVIe siècle[3] et les adjectifs équivalents allemand ou italien sont bien utilisés internationalement pour désigner les États et les populations germanophones ou italophones d'avant les unités allemande ou italienne de 1871 ;
- le terme de principautés danubiennes est géographiquement et historiquement flou pour les non-spécialistes, puisque de nombreuses principautés ont été situées le long du Danube au cours du temps, notamment dans l'Empire germanique ;
- à partir de 1817 le concept vaut aussi pour la principauté de Serbie, et devrait donc désigner les trois principautés chrétiennes vassales de l'Empire ottoman ensemble, et non les seules Moldavie et Valachie comme c'est le plus souvent le cas dans l'historiographie occidentale, russe ou grecque ;
- le terme de provinces danubiennes est historiquement encore plus faux, puisque les principautés roumaines furent tributaires du sultan ottoman mais ne furent jamais des provinces ottomanes et ne firent pas partie de l'Empire turc ; il s'agit souvent d'une mauvaise traduction du grec παραδουνάβιες χώρες / paradounábies chôres qui signifie « pays danubiens » (et non « provinces ») et cette erreur aboutit, sur de nombreuses cartes historiques pour la période 1815 – 1878, à représenter la Serbie, le Monténégro, la Tunisie ou l'Égypte comme indépendantes et/ou autonomes vis-à-vis de l'Empire ottoman, tandis que les principautés roumaines ne figurent pas, leur territoire étant rendu comme turc[4]. De plus, les Grecs utilisent plus souvent le terme Μολδοβλαχία (« Moldo-Valachie ») que celui de παραδουνάβιες χώρες.

En français, ce sont Émile Ollivier, Edgar Quinet et Élisée Reclus qui, vers le milieu du XIXe siècle ont introduit dans le langage courant le gentilé « roumains », « roumaines », issu de l'endonyme de ces populations, à la place de Danubiennes, Valaques, Moldaves ou Moldo-Valaques.

## Origines
Aux XIe et XIIe siècles, on ne trouve dans le bassin du bas-Danube et dans les Balkans que ce que les sources byzantines appellent en grec des ϐλαχίες : valachies, soit l'une ou l'autre des communautés populaires romanophones de l'Europe du Sud-Est, gouvernées par la noblesse roumaine, et entre lesquelles s'intercalent les sklavinies des Slaves méridionaux. Au XIIIe siècle, à l’ouest, à l’est et au sud des Carpates, la Transylvanie et la Moldavie sont des marches hongroises tandis que la Valachie et la Dobroudja fait partie du royaume bulgaro-valaque. Des populations orthodoxes, slaves et romanes s'y côtoient, gouvernées par des joupans, des cnèzes et des boyards (souvent d'origine bulgare, coumane ou ïasse) : elles sont vassales de la Hongrie, de la Galicie ou de la Bulgarie. Certaines populations, comme les Volochovènes, sont mixtes (slavo-roumaines). En cas d'invasions, comme celles des Mongols et des Tatars, ces populations vivant surtout de pastoralisme se retirent pour se cacher dans les forêts et les vallées closes des Carpates.
Au XIVe siècle, le recul de la puissance mongole et la raréfaction des raids tatars permet à la noblesse roumaine de réinvestir ces terroirs et de fonder les deux principautés qui seront dites, quatre siècles plus tard, « danubiennes » : la Moldavie et la Valachie.

## Spécificités

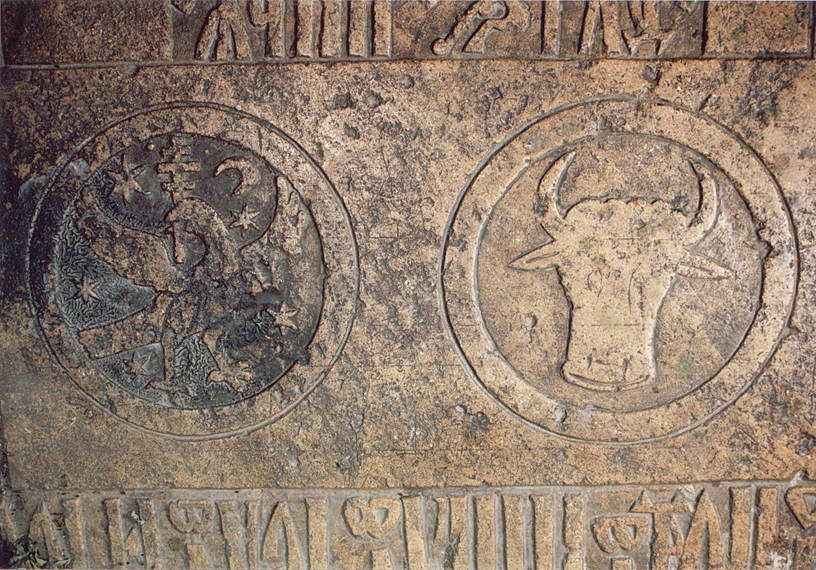
Pierre tombale du prince Radu Mihnea (XVIIe siècle) portant les armes de la Valachie et de la Moldavie, dans le monastère de Radu Vodă.

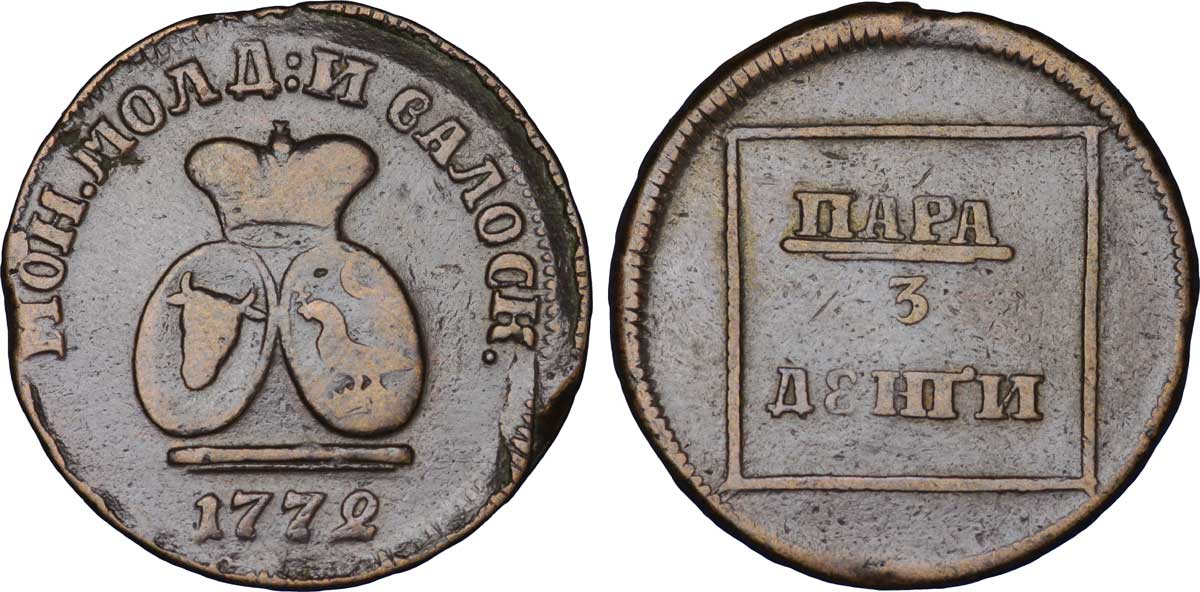
Monnaie d'1,3 para des « principautés danubiennes » avec les armes des deux États.

Les deux principautés de Moldavie et Valachie avaient leurs souverains nommés voïvodes, hospodars ou domnitori selon les époques et les sources), leurs conseils (sfat domnesc ou conseil princier), leur législation (pravila), armées (oastea), flottes sur le Danube (bolozanele) et un corps diplomatique (clucerii).
Elles avaient une monnaie commune (galbeni, bani, parale…), ont eu comme langues de chancellerie et liturgique le slavon, le grec et le roumain, et utilisaient la même écriture gréco-slavonne spécifique de 43 signes qui leur était propre, et dont la translittération permet de rendre les patronymes et les toponymes roumains anciens en graphie roumaine moderne, ce qu'ignorent la plupart des cartographes historiques actuels qui, par crainte non-fondée d'être anachroniques, emploient les formes allemandes, hongroises, polonaises, ottomanes (pourtant transcrites de l'écriture arabe, celles-là), tout sauf roumaines.

### Une monarchie élective
La monarchie y était élective : le souverain était élu par (et souvent parmi) les boyards : pour cela il s'appuyait sur les partis de boyards et fréquemment sur les puissances voisines, Hongrie, Pologne, Transylvanie, Russie et surtout Turquie, car les deux principautés ont longtemps été tributaires de la « Sublime Porte ». Le candidat au trône devait « amortir ses investissements » par sa part sur les taxes et impôts, rembourser ses financeurs, payer ses mercenaires, verser le tribut aux Ottomans qui confirmaient son élection, et s'enrichir néanmoins. Un règne d'un semestre au moins était nécessaire, mais la « concurrence » était rude, certains princes ne parvenaient pas à se maintenir assez longtemps sur le trône, restaient endettés et devaient réessayer. Cela explique le « jeu des chaises musicales » sur les trônes, la brièveté de beaucoup de règnes, les règnes interrompus et repris, les guerres civiles entre les grandes familles nobles. Quant au gouvernement, il était assuré par les ministres et par le Sfat domnesc (conseil des boyards).

### Des offices aux enchères
Au début de l’existence des principautés (du XIVe siècle au XVIe siècle) le voïvode nommait seul les titulaires des offices, parfois proposés par le Sfat domnesc. Tous étaient révocables. Beaucoup de titulaires sont intégrés à la noblesse d’épée (boieri mari). Plus tard (à partir du XVIIe siècle) les hospodars mettent les offices civils aux enchères et anoblissent les acheteurs, créant ainsi une noblesse de robe (boieri mici). Dans ces cas, les titulaires gardent l’office à vie, et s’ils n’ont pas eux-mêmes les compétences requises, délèguent le travail à des adjoints (custozi) qui peuvent, eux aussi, être éventuellement anoblis. Les offices des principautés danubiennes ont évolué avec le temps et étaient principalement les suivants :
- Aprod : huissier, page, écuyer ;
- Ban : gouverneur régional, chef de plusieurs juzi et pârcălabi ;
- Cămărar : chambellan, chef des serviteurs de la cour et du souverain, ou encore du métropolite ;
- Clucer : ambassadeur ;
- Jude : gouverneur (préfet) et chef des sénéchaux (logofeți) d’un județ (comté) ;
- Logofăt : greffier ou sénéchal d'un jude ou d’un vornic ;
- Mare-Logofăt : chancelier de la cour ;
- Mare-Vistiernic : grand-argentier (ministre des Finances) ;
- Mare-Vornic (ou Mare-Ban) : Premier ministre de la principauté ;
- Măscărici : bouffon de la cour, seul autorisé à brocarder, dans certaines limites, le pouvoir et l’église, mais seul à n’avoir aucun espoir d’être anobli ;
- Paharnic : échanson (valet particulier du souverain) ;
- Pârcălab : gouverneur d’une forteresse, bourgmestre d’une ville ;
- Postelnic : ministre des Affaires étrangères, chef des clucères ;
- Spătar : connétable, ministre des Armées ou consul ;
- Stolnic : sénéchal ; Mare-Stolnic : ministre de l'Économie et du Commerce ;
- Vistiernic : collecteur d’impôts ;
- Vornic : maire d’un village.

### Vassalités et tributs

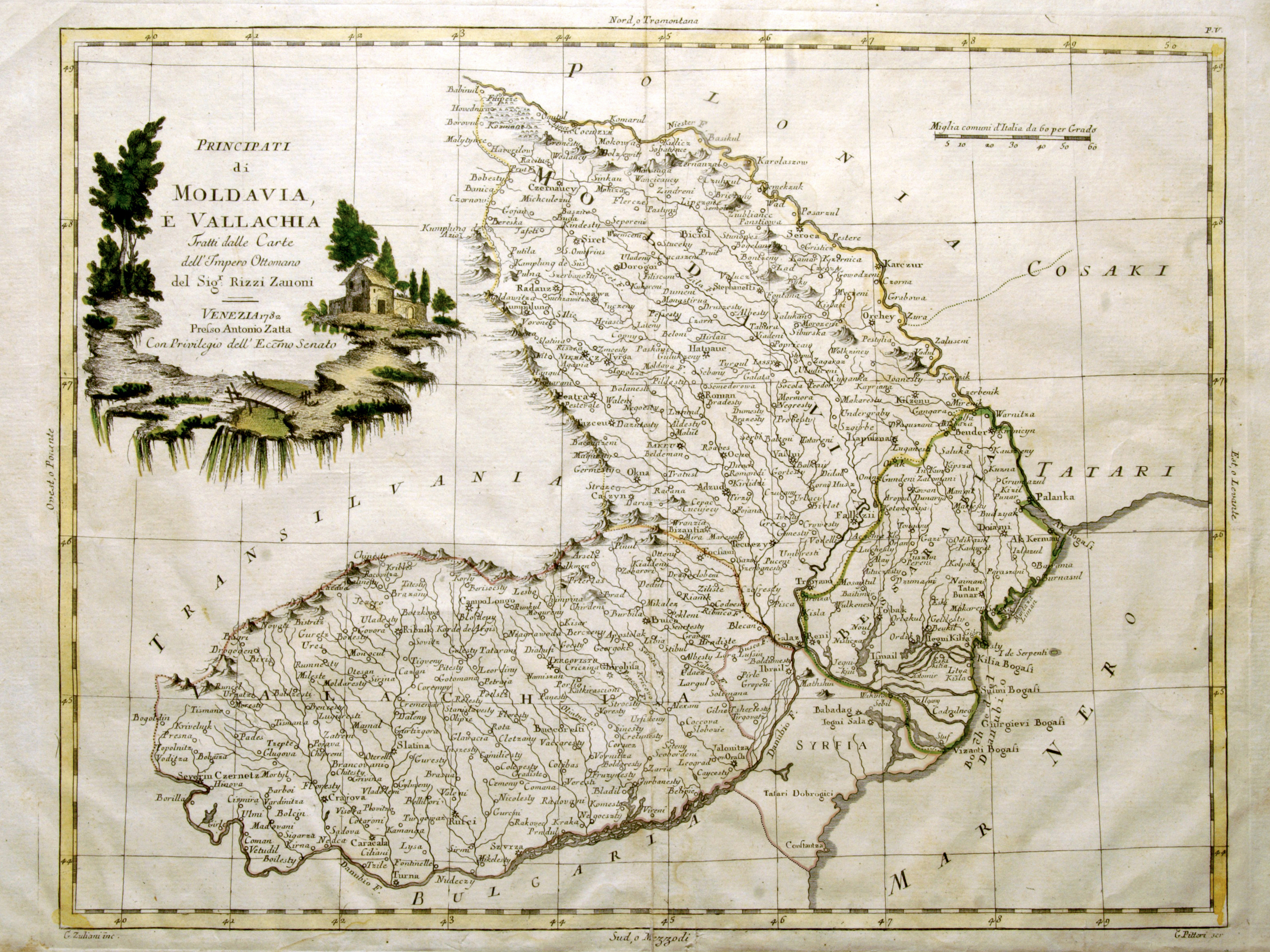
Principautés de Moldavie et Valachie en 1786, carte italienne de G. Pittori, d'après le géographe Giovanni Antonio Rizzi Zannoni.

À deux reprises dans son histoire (1387–1455 et 1597–1623), la principauté de Moldavie était vassale et alliée de la Pologne mais cela ne signifie pas, comme l'affirment par erreur certains auteurs (talk:Polska 1386 - 1434.png) qu’elle soit devenue une province polonaise ou un fief des rois de Pologne. Ces erreurs sont dues d’une part à la confusion sémantique chez certains historiens modernes, entre voïvodie (province, en polonais) et voïvode (prince régnant, en roumain), ou encore entre suzeraineté et souveraineté, et d'autre part à la rétroprojection nationaliste de l’histoire.
Concernant le tribut aux Ottomans, la vassalité des principautés roumaines envers le sultan turc (à partir de 1461 pour la Valachie ; 1455–1457 et à partir de 1538 pour la Moldavie) ne signifie pas, comme le montrent par erreur beaucoup de cartes historiques, qu’elles soient devenues des provinces turques et des pays musulmans. Seuls quelques petits territoires moldaves et valaques sont devenus ottomans : en 1422 la Dobrogée au sud des bouches du Danube, en 1484 la Bessarabie alors dénommée Boudjak, au nord des bouches du Danube (Bessarabie ne désignait alors que les rives du Danube et de la mer Noire), en 1536 – 38 les rayas de Turnu Măgurele, Giurgiu, Brăila (alors dénommée Ibrahil), Tighina (alors dénommée Bender), et en 1713 la raya de Hotin. Le reste des principautés de Valachie et Moldavie (y compris la partie de la Moldavie située entre Dniestr et Prut qui sera appelée Bessarabie en 1812, lors de l’annexion russe) a conservé ses propres lois, sa religion orthodoxe, ses boyards, princes, ministres, armées et autonomie politique (au point de se dresser plus d’une fois contre le sultan ottoman). Les erreurs cartographiques et historiques sont dues à l'ignorance ou à des simplifications réductrices.
Traditionnellement, les musulmans considèrent les principautés roumaines tributaires de l’Empire ottoman, comme situées dans le Dar el Ahd (« maison du pacte », en arabe : دار العهد), qui définit de jure leur statut d’États chrétiens orthodoxes tributaires des Ottomans, États dont seuls des orthodoxes pouvaient être citoyens : les musulmans, avdétis, romaniotes et séfarades étaient sujets et protégés de l’Empire ottoman ; les catholiques, protestants et ashkénazes étaient sujets et protégés de l’empire des Habsbourg ou des États d’Europe centrale et occidentale dont ils étaient originaires. Certaines fonctions, droits et devoirs, comme servir l’État, accomplir le service militaire, acquérir des terres et ouvrir des entreprises, étaient réservées aux citoyens orthodoxes.
À partir de la fin du XVIIe siècle, l’élection du prince se joue de moins en moins à Jassy et Bucarest auprès du Sfat Domnesc (conseil des boyards), et de plus en plus à Constantinople parmi les phanariotes et auprès des Ottomans ; elle est aussi de plus en plus coûteuse. Au début du XVIIIe siècle (et jusqu’en 1829), les phanariotes supplantent les boyards roumains et seront très nombreux à régner sur les deux principautés ; les deux aristocraties s’entremêlent, les phanariotes se roumanisent, les boyards s’hellénisent.

### Influence des «Lumières»
Le XVIIIe siècle est aussi la période où l’Empire russe se rapproche territorialement des principautés, commence à se poser en champion de la foi orthodoxe contre l’Empire ottoman, y mène des campagnes militaires et intervient dans la politique des princes roumains, qui sont alors influencés par l’esprit des Lumières ; les aristocraties et bourgeoisies des deux principautés promeuvent une renaissance culturelle roumaine et commencent à devenir francophiles et francophones, phénomène qui culminera au XIXe siècle et perdurera jusqu’au milieu du XXe siècle,.
Sous l’influence de son ancien favori, Grigori Potemkine, l’impératrice Catherine II de Russie envisage d’expulser les Ottomans d’Europe afin de reconstruire l’Empire byzantin et de le donner à son petit-fils Constantin. Cet empire, qui aurait eu pour capitale Constantinople, aurait englobé la Grèce, la Thrace, la Macédoine et la Bulgarie, tandis que les principautés danubiennes auraient formé un « royaume de Dacie » promis à Potemkine. Le reste des Balkans, soit la Bosnie, la Serbie et l’Albanie, aurait été donné en compensation à l’Autriche et Venise aurait récupéré la Morée, la Crète et Chypre. Même s’ils restèrent dans les cartons, ces projets séduisirent une partie des boyards et la majorité des lettrés roumains, qui y virent la matrice d’une future nation roumaine indépendante.

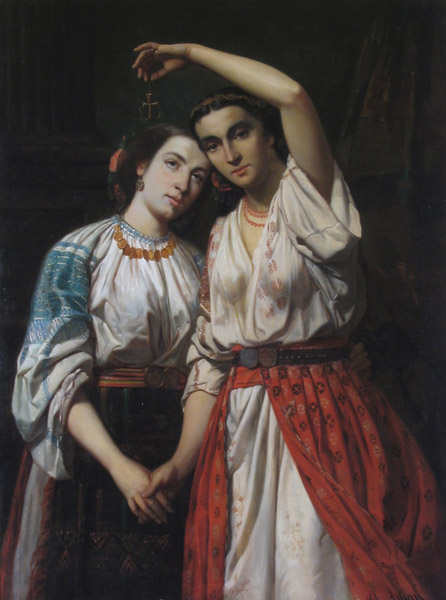
Valachie (bleu) et Moldavie (rouge), par Theodor Aman, 1856.

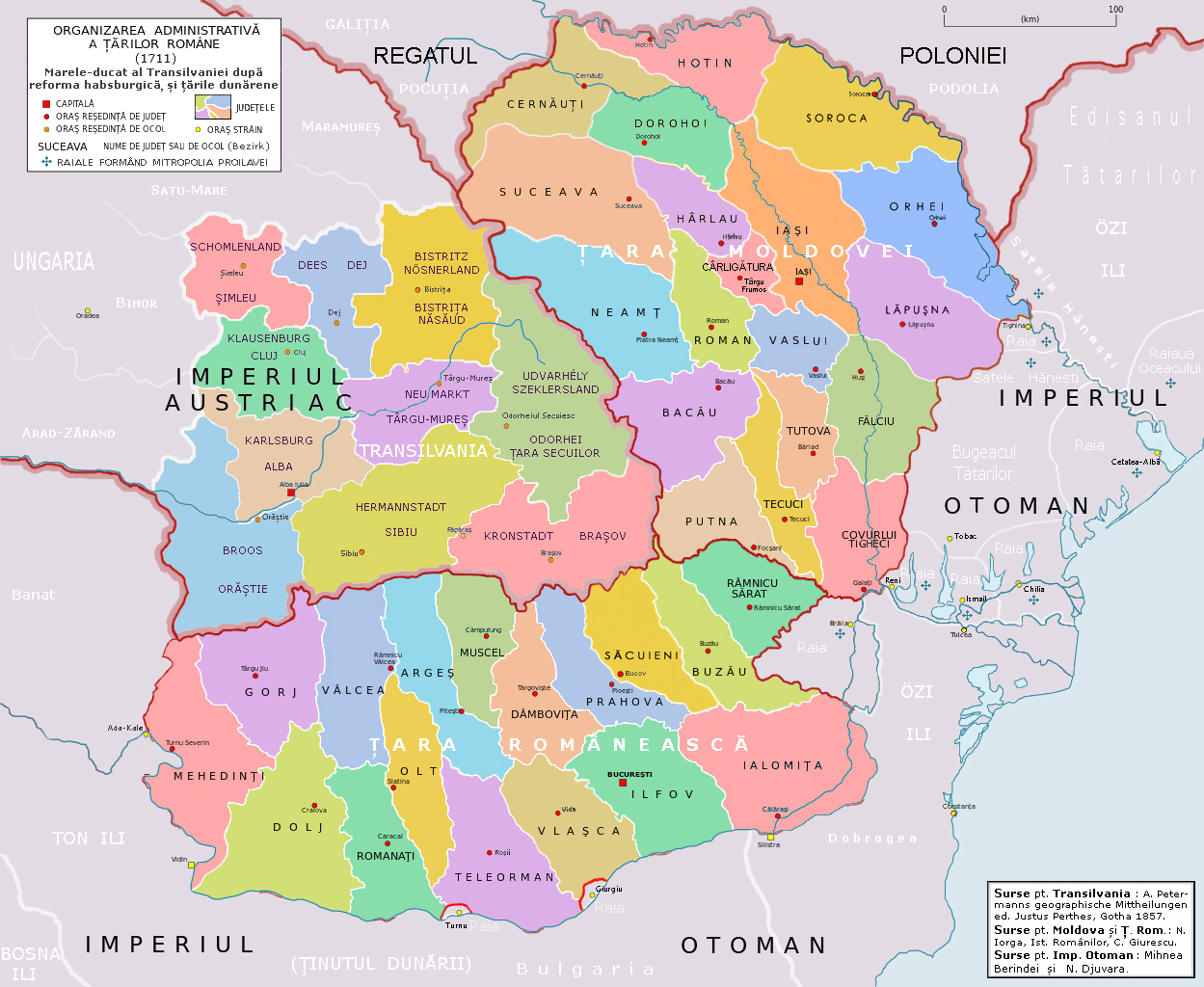
Les Bezirke du grand-duché de Transylvanie et les județe des principautés danubiennes en 1711, d'après N. Iorga et C. Giurescu.

Durant cette période, des princes (Alexandru IV Lăpușneanu, Radu Șerban, Șerban Cantacuzène et Antioche Cantemir) et des lettrés fondent des académies (en 1561 à Cotnari en Moldavie, en 1603 à Târgoviște et en 1688 à Bucarest en Valachie, en 1707 à Jassy en Moldavie ; les princes Constantin Brâncoveanu et Dimitrie Cantemir accomplissent des réformes juridiques et fiscales dans un sens plus équitable, et en 1741, le hospodar Constantin Mavrocordato instaure en Valachie une Constitution (Marele Hrisov), avant d’abolir le servage en 1746 – 49 en Valachie et en Moldavie, où il règne successivement. Le Marele Hrisov a été publié in extenso dans le Mercure de France de juillet 1742. En 1780, la Pravilniceasca Condică, code juridique rédigé par le hospodar Alexandre Ypsilantis (ancêtre d’un autre Alexandre Ypsilántis célèbre en 1821) instaure la notion de citoyenneté. Le hospodar moldave Ioan Sturdza lève les restrictions religieuses légales en 1823, commence une réforme agraire en sécularisant les domaines ecclésiastiques, et émancipe les Roms,.
Les révolutions roumaine et grecque de 1821 et européenne de 1848 soulèvent les deux principautés, contrairement à ce qu’indiquent les nombreuses cartes historiques non-roumaines qui, les prenant pour des provinces ottomanes, n’y marquent aucun signe de révolution locale, au motif que celle-ci n’a pas touché l’Empire turc. Les réformes du prince Ioan Sturdza, entre autres, sont des conséquences de la révolution de 1821. Ces réformes seront poursuivies après des interruptions par Alexandre Jean Cuza, et ne sont pourtant qu’un début : il faudra attendre 1921 pour voir disparaître, dans la législation roumaine, les dernières traces juridiques du statut spécifique des principautés roumaines aux marges de l’Empire ottoman. Toutefois, ces principautés étaient dotées de constitutions, pourvues de facultés et libérées du servage près d’un siècle avant les grands empires absolutistes voisins.

### Des clivages sociaux et ethniques
Une autre particularité des principautés roumaines est le fait que leur majorité paysanne a été, durant de longues périodes, en position d’asservissement à des financiers phanariotes, arméniens, arvanites, romaniotes, séfarades ou levantins qui l’exploitaient durement, et auxquels les hospodars, pour rembourser leurs dettes d’intronisation, affermaient les offices moldaves et valaques. Par conséquent, la majorité roumaine a longtemps été moins favorisée socialement, économiquement et culturellement que les minorités, liées aux classes dominantes des principautés roumaines ainsi qu’aux Empires voisins et à leur essor économique. La seule minorité encore moins favorisée que la majorité roumaine, était celle des Roms, soumis à une forme spécifique de servitude personnelle appelée « robie », que des historiens modernes assimilent parfois à l’esclavage.
Lorsque le mouvement d’émancipation roumain a commencé à émerger sous l’influence des Lumières, ses revendications ont remis en question cet ordre des choses, et lorsqu’en 1918 l’unité roumaine s’est politiquement accomplie, les minorités jadis favorisées, comme les Allemands et Magyars des territoires anciennement austro-hongrois, ou bien les Russes des territoires anciennement russes, ont perdu leurs avantages et ont protesté avec d’autant plus de véhémence, que la démocratie parlementaire, instaurée en 1921, le leur permettait. De ce fait, le nationalisme roumain, comme bien d’autres en Europe, s’est teint de xénophobie, qui, attisée par la crise économique des années 1930, a culminé durant la Seconde guerre mondiale par la Shoah roumaine.
Le demi-siècle de dictature communiste qui s’est ensuivi n’a pas gommé toutes traces de ces particularités, qui ont ressurgi après la « Libération de 1989 » sous la double forme d’une vie politique riche en intrigues, changements de cap, affrontements, clientélismes, corruptions et scandales divers, et de discours populistes portés par des partis nationalistes comme le PRM. À tort ou à raison, mais assez systématiquement, ces particularités sont analysées par des commentateurs tel Andrei Pleșu comme « un héritage de la vassalité ottomane ».

### Symboles
Comme toujours en héraldique, les variantes sont multiples, les sources divergentes, les détails discutés, et les passionnés parfois véhéments dans leurs controverses : cette série est donc donnée à titre indicatif,, :

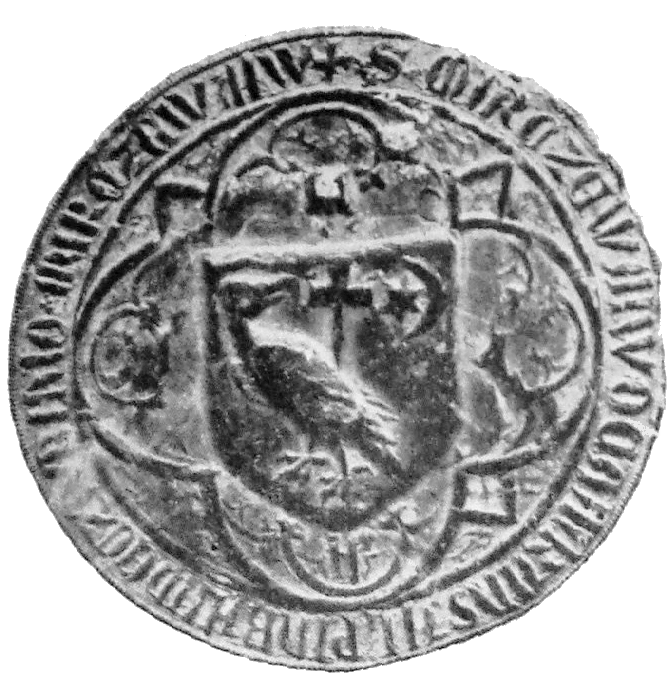
Armoiries de la principauté de Valachie avec l'aigle (sceau de 1390)
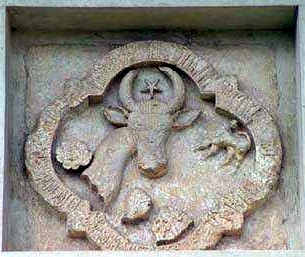
Armoiries de la principauté de Moldavie avec la tête d'aurochs (monastère de Poutna, 1559)
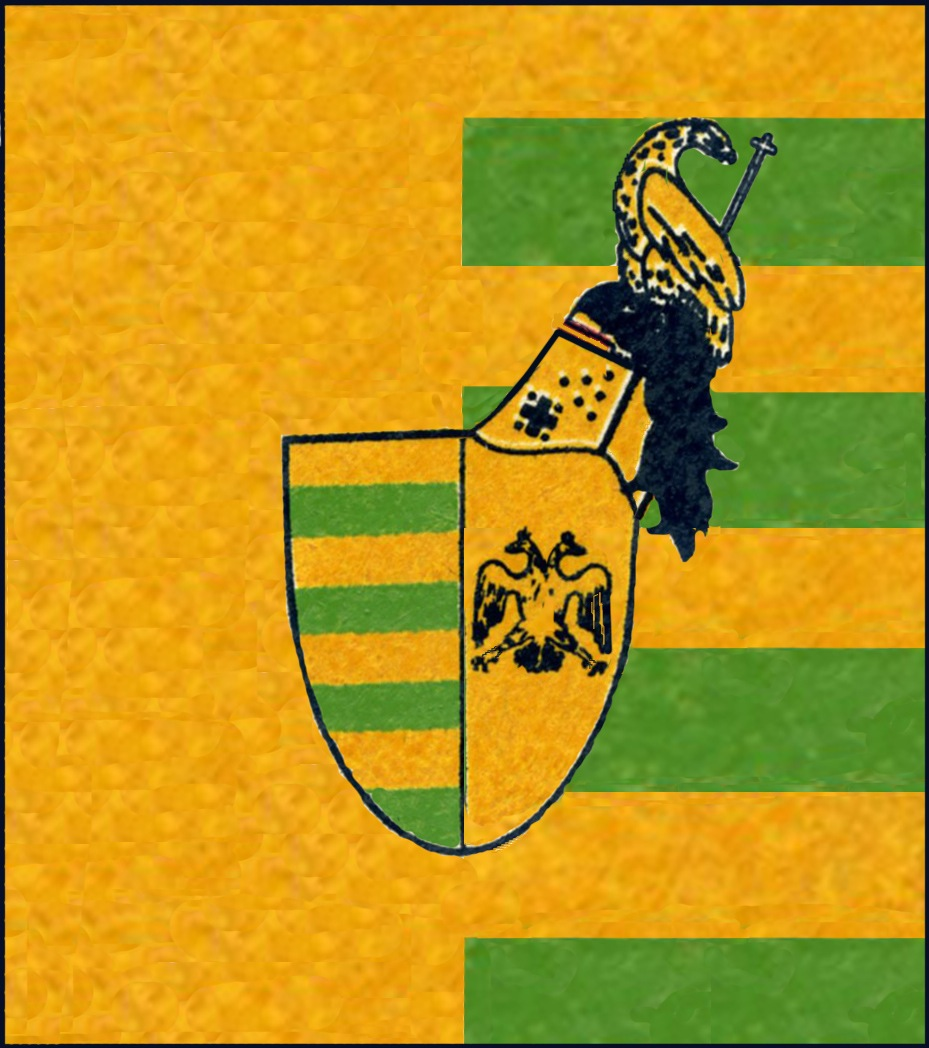
Drapeau et armoiries de la dynastie valaque des Basarab (XVe siècle, selon l'armorial Korenić-Neorić et Grigore Jitaru).
Armoiries d'Étienne III de Moldavie (1457-1504, selon l'armorial Korenić-Neorić et Grigore Jitaru).
Drapeau de la Valachie (XVe siècle, à fond blanc[26] ou bleu selon les sources).
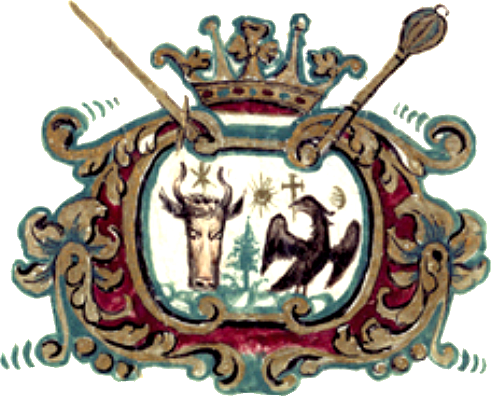
Blasons des deux principautés sur celui du prince Grigore II Ghica.
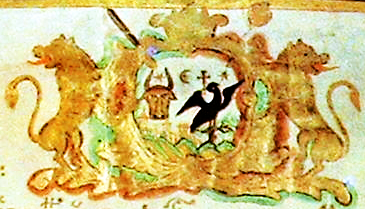
Blasons des deux principautés sur celui du prince Constantin Ypsilántis.
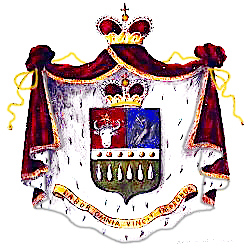
Blasons des deux principautés sur celui du prince Ioan Ghica.
Drapeau de la Valachie (1831-1848).
Drapeau de la Moldavie (1831-1861).
La bannière du régiment d'infanterie de l'armée moldave (1834-1859)
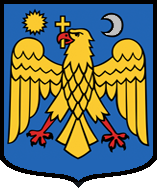
Écu de la Valachie sur les actuelles armoiries de la Roumanie.
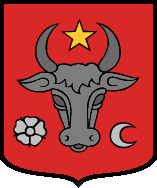
Écu de la Moldavie sur les actuelles armoiries de la Roumanie[27].